# Izraelský jaderný program
Izraelský jaderný program byl zahájen ihned s vyhlášením státu Izrael v roce 1948. Program měl velkou podporu prvního izraelského premiéra Davida Ben-Guriona. V počátcích Izraeli pomáhali Američané a Francouzi. Od druhých jmenovaných Izrael získal v roce 1956 první reaktor, který byl použit pro výstavbu atomového centra Dimona. Ačkoliv Izrael historicky veřejně deklaroval, že jaderné reaktory využije jen k mírovým účelům (jaderné energetice), od roku 1967 buduje svůj vlastní jaderný arzenál, který v roce 2025 činí až 400 jaderných hlavic. Izrael tvoří také tzv. jadernou triádu, což znamená, že může jaderné zbraně odpalovat ze země, vzduchu i z moře.
Izrael nikdy oficiálně nepotvrdil ani nepopřel, že by vlastnil jaderné zbraně. Izrael také nikdy nepodepsal Smlouvu o nešíření jaderných zbraní a opakovaně odmítl mezinárodní dohled nad svým jaderným programem.
V roce 1981 premiér Menachem Begin přijal tzv. Beginovu doktrínu, která stanovuje, že Izrael bude provádět preemptivní útoky na státy, které ohrožují Izrael a mohly postupovat ve svém jaderném programu. Prvním takovým útokem byl nálet na irácký jaderný reaktor Osirak v roce 1981 (viz operace Opera). V roce 2007 následovala operace Ovocný sad, tj. nálet na syrské jaderné reaktory, a v roce 2025 operace Vzpínající se lev, tj. nálety na cíle íránského jaderného programu. I proto je Izrael jedinou zemí na Blízkém východě, která disponuje jaderným arzenálem.

## Historie

### Počátky a spolupráce s USA a Francií (1948–1957)
První izraelský předseda vlády David Ben-Gurion považoval za klíčové, aby Izrael disponoval jadernými zbraněmi, což v jeho pojetí mělo být zárukou neopakování holokaustu. Ben-Gurion pronesl: „Co Einstein, Oppenheimer a Teller, všichni tři Židé, dokázali pro Spojené státy, by mohli udělat i vědci v Izraeli pro svůj vlastní lid.“ Ben-Gurion se proto ještě během první arabsko-izraelské války rozhodl pokusit najmout přední židovské vědce, přičemž doufal, že Oppenheimer a Teller se k záměru Izraele přidají. Projekt byl svěřen Weizmannovu institutu věd.
V roce 1949 byl armádní jednotce s hebrejským akronymem HEMED GIMMEL svěřen úkol provést geologický průzkum Negevské pouště. Během dvou let jednotka oficiálně hledala ložiska ropy, nicméně vedlejším úkolem bylo najít ložiska uranu. Bylo nalezeno jen malé množství v ložisku fosforečnanů.
V roce 1952 byla zřízena Izraelská Komise pro atomovou energii. O rok později, v roce 1953, Izrael vyvinul způsob, jak extrahovat uran z fosforečnanů nalezených v Negevské poušti a jak vyrábět těžkou vodu. Klíčovou osobou v rané fázi izraelského jaderného programu byl vědec Ernst David Bergmann. Ten prosazoval spolupráci na výzkumu s Francií. Současně prodal patenty k výše uvedeným objevům Commissariat à l'énergie atomique (CEA), což posílilo izraelsko-francouzské diplomatické vztahy. Izraelští vědci následně úzce spolupracovali na francouzském jaderném programu a byli jedinými zahraničními vědci, kteří měli přísup do francouzského jaderného zařízení v Marcoule. Poté, co americký prezident Dwight D. Eisenhower vyhlásil program Atomy pro mír, se Izrael coby historicky druhý stát (po Turecku) k iniciativě přidal a podepsal mírovou spolupráci v jaderném programu s USA. Výsledkem spolupráce bylo otevření Jaderného výzkumného centra Sorek v roce 1958.
Během suezské krize, kdy egyptský prezident Gamál Násir znárodnil Suezský průplav, Francie navrhla Izraeli, aby zaútočil na Egypt a obsadil Sinajský poloostrov, aby poté do konfliktu mohla zasáhnout Francie a Spojené království a opět se chopit Suezského průplavu. Výměnou měl Izrael od Francie získat svůj první jaderný reaktor. Izrael souhlasil a v září 1956 podepsal dohodu o předání reaktoru. Poté následovalo podepsání tajného Sèvreského protokolu o útoku na Egypt. V říjnu 1957 Francie s Izraelem podepsala dvě tajné dohody o předání reaktoru k produkci plutonia. David Ben-Gurion tehdy uvedl, že reaktor poslouží k pohánění odsolovacích zařízení, „která promění Negevskou poušť v úrodnou oblast“. Nicméně většina členů Izraelské Komise pro atomovou energii vzápětí rezignovala s tím, že se nedomnívá, že reaktor bude využit pro mírové účely.

### Atomové centrum Dimona a roztržka s USA (1958–1965)

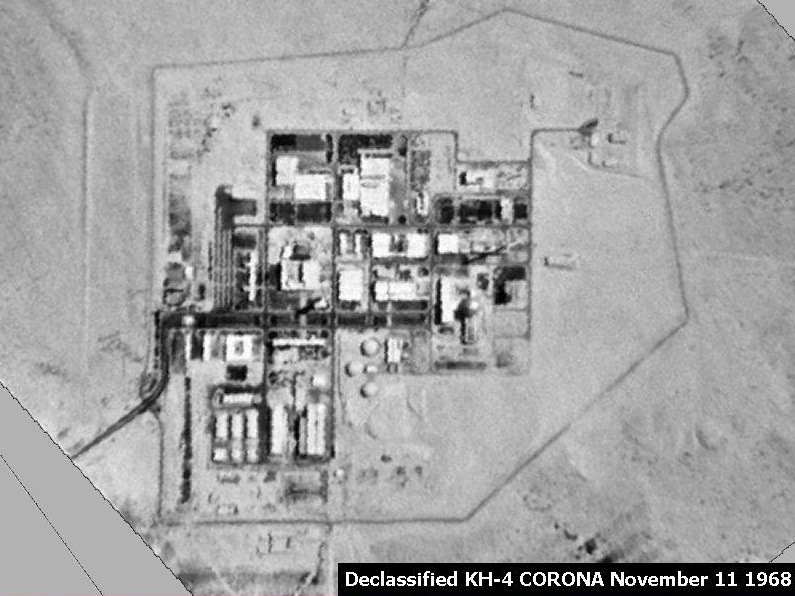
Satelitní snímek atomového centra Dimona (1968)

Šimon Peres nechal v roce 1957 zřídit výzvědnou službu Lakam, která byla zaměřená na ochranu izraelského jaderného programu a na sběr tajných informací vědeckého a technického charakteru. S pomocí Francie Izrael začas s výstavbou atomového centra Dimona. V roce 1958 byl francouzským prezidentem zvolen Charles de Gaulle, který byl ke spolupráci s Izraelem na jaderném programu mnohem více kritický než jeho předchůdci. De Gaulle stanovil několik podmínek dodávání uranu Izraeli, a to, že Izrael otevře své jaderné zařízení mezinárodnímu dohledu, zaváže se k mírovému využití jaderné energie a nebude vyrábět plutonium. O dva roky později Šimon Peres a francouzský ministr zahraničních věcí Maurice Couve de Murville dosáhli kompromisního řešení. Francie tak s Izraelem spolupracovala až do roku 1967. Nicméně francouzské dodávky uranu byly zastaveny již v roce 1963.
Podle článku v deníku Ha'arec z roku 2019 došlo v roce 1963 k utajené diplomatické roztržce týkající se izraelského jaderného programu mezi americkým prezidentem Johnem F. Kennedym a izraelskými premiéry Davidem Ben-Gurionem a Levim Eškolem. Kennedy se velice zajímal o potenciál Izraele sestrojit jadernou bombu a požadoval minimálně americký dohled na izraelským jaderným programem. Současně žádal přesné informace o stavu projektu atomového centra Dimona a umožnění pravidelného a neomezeného přístupu do zařízení. Pokud by k tomu nedošlo, Kennedy pohrozil ukončením podpory USA. Během roztržky rezignoval Ben-Gurion a na jeho místo se dostal Levi Eškol. Ten poté umožnil americké předem ohlášené inspekce atomového centra. První se uskutečnila v lednu 1964. V době, kdy byl již J. F. Kennedy po smrti. Kennedyho nástupce Lyndon B. Johnson na věc nekladl stejný důraz a spíše zběžné inspekce se tak konaly nepravidelně jednou ročně.
Odtajněné dokumenty ukázaly, že během padesátých a šedesátých let Spojené království tajně dodávalo Izraeli materiál potřebný pro jaderný program, včetně těžké vody. V roce 1959 šlo mimo jiné o uran-235 a v roce 1966 o plutonium a vysoce obohacené lithium-6. Prodeje byly činěny skrytě přes norskou společnost Noratom, která si účtovala 2% podíl. Spojené království přiznalo prodej Izraeli až v roce 2006. Další zásoby uranu chodily tajně z Argentiny.

### Výroba jaderných zbraní (od roku 1967)
V roce 1965 již Izrael byl schopen konvertovat jaderné palivo do plutonia s obohacením dostatečným pro výrobu zbraní. Obecně se věří, že Izrael je schopen vyrábět jaderné zbraně od doby šestidenní války v roce 1967. Tehdejší ministr obrany Moše Dajan preferoval investování do jaderného zbrojení. Přesvědčil proto ministra financí Pinchase Sapira k financování produkce až pěti jaderných hlavic ročně.
Roku 1968 Mosad v tajné operaci koupil 200 tun uraninitu od belgické společnosti Union Minière du Haut-Katanga. Izrael provedl nákup pod zástěrkou nákupu pro italskou chemičku. Nicméně po dokončení obchodu byl materiál odvezen do Izraele (viz operace Plumbat). CIA se v téže době domnívala, že Izrael buduje jaderný arzenál také díky vysoce obohacenému uranu ukradenému v roce 1965 americkému námořnictvu. Mělo jít až o 200 kg uranu.
Podle dokumentů CIA Američané věřili, že počet jaderných hlavic, které držel Izrael, byl do začátku osmdesátých let do dvaceti kusů. Na konci osmdesátých let ale už měl disponovat až 200 hlavicemi a měl být schopen postavit termonukleární zbraň. Izrael měl také disponovat centrifugami na obohacování uranu. V polovině nultých let 21. století se odhad počtu izraelských jaderných hlavic pohyboval mezi 70 a 400 kusy.
Izrael je současně schopen odpalovat jaderné zbraně ze země, vzduchu i z moře, čímž tvoří tzv. jadernou triádu. Izrael disponuje také mezikontinetálními balistickými raketami, které mohou nést jaderné hlavice. Takto lze využít také izraelské rakety Jericho.
Izrael nemá žádnou jadernou elektrárnu, a to ani ve výstavbě.